# 三木市立吉川小学校
三木市立吉川小学校（みきしりつよかわしょうがっこう）は、兵庫県三木市吉川町みなぎ台一丁目にある公立小学校。

## 概要
三木市吉川町の吉川ニュータウン美奈木台（ニュータウン）内にある小学校である。

## 沿革

### 略歴
当校は、2021年（令和3年）に三木市立みなぎ台小学校の校舎を改修して使用している。

### 年表
- 2021年（令和3年）
  - 4月1日 - 三木市立上吉川小学校、三木市立中吉川小学校、三木市立みなぎ台小学校の統合により開校。
  - 4月7日 - 開校式と第1学期始業式挙行。
  - 4月9日 - 第1回入学式挙行。
  - 10月2日 - 第1回吉川っ子ファミリースポーツデー（運動会）開催。
- 2022年（令和4年）
  - 3月23日 - 第1回卒業証書授与式挙行。
  - 3月24日 - 最初の修了式挙行。
  - 4月1日 - 三木市立東吉川小学校を統合。

## 学校行事
| - 4月 始業式・入学式 - 5月 - 6月 | - 7月 終業式 - 8月 - 9月 始業式 | - 10月 - 11月 - 12月終業式 | - 1月 始業式 - 2月 - 3月 終業式・卒業式 |

## 通学区域
- 三木市
  - 吉川町吉安(東吉川小学校の校区とする区域を除く)、大沢、大畑、鍛治屋、貸潮、渡瀬、山上、長谷、上松、田谷、法光寺、湯谷、西奥、米田、古市、有安
  - 吉川町新田、上荒川、畑枝、福井、冨岡、前田、上中、古川、実楽
  - 吉川町みなぎ台1丁目～2丁目

## 進学先中学校
- 三木市立吉川中学校

## 校区内の主な施設
- 兵庫県立吉川高等学校

## 交通
- 中国自動車道吉川インターチェンジ・国道428号より、車で約10分
- 神姫バス美奈木台1丁目バス停から徒歩約5分

## 関係者

### 出身者
- 中村奨吾（大学野球日本代表、プロ野球選手[2]、前身校の三木市立みなぎ台小学校卒業）

## 通学区域が隣接している学校
- 三木市立豊地小学校
- 三木市立口吉川小学校
- 加東市立東条学園小中学校
- 三田市立つつじが丘小学校
- 三田市立藍小学校
- 三田市立学園小学校
- 神戸市立長尾小学校
- 神戸市立大沢小学校
- 神戸市立好徳小学校
- 神戸市立淡河小学校